# Calugarella sabahna
Calugarella sabahna är en kvalsterart som först beskrevs av Sandór Mahunka 1987.  Calugarella sabahna ingår i släktet Calugarella och familjen Mochlozetidae. Inga underarter finns listade.